# Municipio de Luxemburg
El municipio de Luxemburg (en inglés: Luxemburg Township) es un municipio ubicado en el condado de Stearns en el estado estadounidense de Minnesota. En el año 2010 tenía una población de 637 habitantes y una densidad poblacional de 6,87 personas por km².

## Geografía
El municipio de Luxemburg se encuentra ubicado en las coordenadas 45°22′1″N 94°26′52″O / 45.36694, -94.44778. Según la Oficina del Censo de los Estados Unidos, el municipio tiene una superficie total de 92.74 km², de la cual 92,15 km² corresponden a tierra firme y (0,63 %) 0,59 km² es agua.

## Demografía
Según el censo de 2010, había 637 personas residiendo en el municipio de Luxemburg. La densidad de población era de 6,87 hab./km². De los 637 habitantes, el municipio de Luxemburg estaba compuesto por el 95,92 % blancos, el 0,63 % eran afroamericanos, el 0,16 % eran amerindios, el 0,78 % eran asiáticos, el 2,35 % eran de otras razas y el 0,16 % eran de una mezcla de razas. Del total de la población el 3,14 % eran hispanos o latinos de cualquier raza.